# Bisei Asteroid Tracking Telescope for Rapid Survey
Bisei Asteroid Tracking Telescope for Rapid Survey (BATTeRS) (Japans: バッターズ) is een Japans project voor het vinden van planetoïden, dat sinds 1996 observaties doet.
Het is aangesloten bij de Japan Spaceguard Association. Lid van het project is onder andere Takeshi Urata, ontdekker van 160 planetoïden.
Het project heeft meerdere planetoïden ontdekt (265 planetoïden tussen 1996 en 2010). Verder ontdekte het de komeet C/2001 W2 (BATTERS). 
Voor de observaties wordt een cassegrain-telescoop gebruikt van 100 cm met een CCD-camera van 8 megapixel, van het Bisei Spaceguard Center-BATTeRS (IAU-Code 300).